# Bert Cameron
Bert Cameron (* 16. listopadu 1959, Spanish Town) je bývalý jamajský atlet, jehož specializací byl běh na 400 metrů.

## Sportovní kariéra
Při premiéře světového šampionátu v atletice v roce 1983 zvítězil v běhu na 400 metrů časem 45,05. Na olympiádě v Soulu v roce 1988 byl členem stříbrné jamajské štafety na 4 × 400 metrů. Jeho osobní rekord v běhu na 400 metrů je 44,50 z roku 1988.